# Keys of the Kingdom
Albums de The Moody Blues
Sur La Mer
(1988) A Night at Red Rocks with the Colorado Symphony Orchestra
(1993)
Keys of the Kingdom est le quatorzième album studio des Moody Blues sorti en 1991, ce sera aussi le dernier avec Patrick Moraz qui quitte le groupe pour poursuivre sa carrière solo, déjà entamée alors qu'il était avec Yes. Patrick fut remercié après cet album pour n'avoir pratiquement pas contribué à la production musicale, il n'apparait que sur trois pièces et on ne le cita ainsi que comme musicien invité. Après un procès (diffusé par Court TV) intenté par Moraz contre le groupe, leurs futurs albums et livrets des rééditions se distancieraient de Moraz, par exemple en le retirant des photographies qui le présentaient à l'origine et, dès lors, aucun claviériste ne deviendrait plus jamais membre officiel du groupe. Deux autres musiciens de studio furent alors engagés pour ce poste. Tobias Boshell (anciennement de Barclay James Harvest) et  Paul Bliss (qui joua aussi pour les Hollies, Uriah Heep et Olivia Newton-John), succèderont à Patrick après son départ du groupe. Une section de cuivres fut aussi ajoutée ainsi qu'un batteur supplémentaire Andy Duncan  joua sur deux chansons, puisque Graeme Edge ne joua pour sa part que sur trois pièces de l'album, sinon le groupe introduisit un drum machine pour les autres morceaux du disque.

## Titres
1. Say It with Love (Hayward) – 3:57
2. Bless the Wings (That Bring You Back) (Hayward) – 5:10
3. Is This Heaven? (Hayward, Lodge) – 4:04
4. Say What You Mean (Parts 1 & 2) (Hayward) – 8:00
5. Lean on Me (Tonight) (Lodge) – 4:58
6. Hope and Pray (Hayward) – 5:03
7. Shadows on the Wall (Lodge) – 5:07
8. Once Is Enough (Hayward, Lodge) – 4:03
9. Celtic Sonant (Thomas) – 5:02
10. Magic (Lodge) – 5:11
11. Never Blame the Rainbows for the Rain (Hayward, Thomas) – 4:57

## Musiciens
- Ray Thomas : chant, flûte
- Justin Hayward : chant, guitare
- John Lodge : chant, basse
- Graeme Edge : batterie

Musiciens invités :
- Patrick Moraz : claviers (Joue sur "Say What You Mean", "Celtic Sonnant" et "Magic")
- Tobias Boshell : claviers, drum machine
- Paul Bliss : claviers, drum machine
- Nigel Hitchcock : saxophone alto
- Jamie Talbot : saxophone ténor
- Pete Beachill : trombone
- Guy Barker : trompette
- Andy Duncan : batterie (Sur "Is This Heaven?" et "Magic")